# 연애 어드벤처 게임
연애 어드벤처 게임은 게임의 장르 중 하나. 어드벤처 게임 중에서도, 특히 연애의 요소(이성과의 대화)를 전면에 내세우는 게임이다.
연애 시뮬레이션 게임과 구별이 쉽지 않은 소프트도 많아, 한데 모아 연애 게임라고 불리는 경우도 있다.
종류가 많고, PC로 발매되는 것은 대부분 19금,18금 이른바 미소녀 게임이었지만, 근년에는 여성을 대상으로 하는 것도 늘어나고 있다.

## 남성향과 여성향
남성 플레이어를 대상으로 하는 연애 게임은 플레이어 캐릭터가 남자, 교제 대상이 여성이다. 결과적으로 여자 캐릭터가 다수 등장하는 경향이 있기 때문에, 이성묘사가 없는 것은 갸루게의 일종으로 분류된다. 성적 묘사가 있는 어덜트 게임 중에도 연애 게임은 많다.
여성 플레이어를 대상으로 하는 연애 게임은 플레이어가 여자인 것과 남자인 것으로 크게 나뉜다. 어느 쪽이든 교제 상대가 되는 캐릭터는 남자이다.
플레이어 캐릭터가 여자인 것
오토메 게임이라 불린다. 대부분 전연령.
플레이어 캐릭터가 남자인 것
남성들간의 연애(야오이, 보이즈 러브)를 다루는 것으로 보이즈 러브 게임(통칭  BL게임)이라 불린다. 대부분 성적 묘사를 포함하는 성인 게임이다.
하지만 최근 미라이에서 플레이어 캐릭터를 여자 성인을 대상으로 한 게임인 《별의 왕녀》를 발매하고, 보이즈 러브 게임인 토가이누의 피가 가정용 게임기로 이식되어 대상 연령이 낮아지는 등, 양자의 차이는 애매해 지고 있다. 또한 플레이어 캐릭터가 여자이고 교제상대도 여자인 백합물을 소재로 한 〈백합 게임〉 장르도 존재한다. 백합 게임이 남성향인가, 여성향인가 하는 것은 명확하지 않다.

## 시뮬레이션과 어드벤처
《동급생》이나 《두근두근 메모리얼》등의 초기 연애 게임은, 우발적인 요소나 육성요소가 포함된 〈연애 시뮬레이션 게임〉이라고도 불렸다. 한편 《투하트》 이후, 스토리에 보다 중점을 둔 연애 게임이 늘어나면서 〈연애 어드벤처 게임〉이라고 불리게 되었다. (연애 시뮬레이션 게임과 연애 어드벤처 게임을 혼동하는 사람도 많다.) 대부분의 연애 게임은 이 2가지 중 하나로 분류되지만, 이 외에도 〈연애 RPG〉나 〈연애 액션 게임〉이란 타입도 존재한다. 또한 학교(대학은 제외) 연애 게임이란 것은 대부분의 게임 설정이 고등학교를 무대로 삼고 있기 때문이다.
2003년 발매된 《청춘 퀴즈 컬러풀 하이스쿨》은 게임의 형식을 채용한 연애게임으로 알려져 있다.
2010년 기준으로, 위에 서술한 시뮬레이션 계는 쇠퇴하였고, 어드벤처 계도 게임성보다는 스토리에 중점을 둔 디지털 노벨 형식이 대부분이다.

## 같이 보기
- 어덜트 게임
- 갸루게
- 미소녀 게임
- 오토메 게임
- 보이즈 러브 게임
- 어드벤처 게임
  - 사운드 노벨
  - 연애 시뮬레이션 게임
    - 비주얼 노벨